# Athlitiki Enosi Nikaia
El AE Nikaia (en griego: Α.Ε. Νίκαια) fue un equipo de fútbol de Grecia que jugó en la Alpha Ethniki, la primera división de fútbol en el país.

## Historia
Fue fundado en el año 1948 en la ciudad de Nikea de la región de El Pireo luego de la fusión de los equipos locales Amyna y Aris con el nombre AA Nikaia, adoptando los números y registros de Amyna. El club contaba con secciones en varios deportes como atletismo, ciclismo y tenis de mesa.
Fue uno de los equipos fundadores de la Alpha Ethniki en la temporada 1959/60 y también fue uno de los primeros equipos descendidos de la primera división nacional al terminar en último lugar entre 16 equipos donde solo ganó dos de los 30 partidos jugados, ambos en condición de local y registró dos empates ante el PAOK FC.
En la temporada de 1963/64 juega por primera vez en la Beta Ethniki donde jugó por dos temporadas consecutivas hasta desaparecer en 1965 luego de fusionarse con el Aris Nikaia para crear al Ionikos Nikaia.

## Jugadores

### Jugadores destacados
- Theologos Symeonidis
- Gregory Agian
- Yannis Fronimidis